# Wanda Soldanieri
Wanda Soldanieri, noto anche come Guelfi e ghibellini, è un cortometraggio muto perduto del 1909 diretto da Mario Caserini. È il primo film girato a Firenze. Lo stesso regista ne fece una nuova versione l'anno successivo col titolo Monna Vanda dei Soldanieri.

## Trama
Le vicende delle due fazioni, guelfa e ghibellina, si intrecciano con la vita di Dante Alighieri.